# Llampidken
Llampidken là một chi bướm đêm thuộc họ Geometridae.